# Le Teil
Le Teil är en kommun i departementet Ardèche i regionen Auvergne-Rhône-Alpes i sydöstra Frankrike. Kommunen ligger  i kantonen Viviers som ligger i arrondissementet Privas. År 2022 hade Le Teil 8 812 invånare.

## Befolkningsutveckling
Antalet invånare i kommunen Le Teil
Referens: INSEE